# Schoonspringen op de Olympische Zomerspelen 2012 – driemeterplank vrouwen
Het schoonspringen op de driemeterplank voor vrouwen tijdens de Olympische Zomerspelen 2012 vond plaats van vrijdag 3 tot en met zondag 5 augustus 2012.

## Uitslag
| Rang   | Naam                  | Land | Voorronde | Voorronde | Halve finale  | Halve finale  | Finale        | Finale        | Finale        | Finale        | Finale        | Finale        | Finale        |
| Rang   | Naam                  | Land | Punten    | Rang      | Punten        | Rang          | 1             | 2             | 3             | 4             | 5             | Punten        | Rang          |
| ------ | --------------------- | ---- | --------- | --------- | ------------- | ------------- | ------------- | ------------- | ------------- | ------------- | ------------- | ------------- | ------------- |
| Goud   | Wu Minxia             | CHN  | 387.75    | 1         | 394.40        | 1             | 79.50         | 79.75         | 85.25         | 84.00         | 85.50         | 414.00        | 1             |
| Zilver | He Zi                 | CHN  | 363.85    | 2         | 354.50        | 3             | 76.50         | 83.70         | 78.00         | 76.50         | 64.50         | 379.20        | 2             |
| Brons  | Laura Sánchez         | MEX  | 320.15    | 9         | 336.50        | 7             | 70.50         | 67.50         | 75.00         | 74.40         | 75.00         | 362.40        | 3             |
| 4      | Tania Cagnotto        | ITA  | 349.80    | 3         | 362.10        | 2             | 76.50         | 69.00         | 68.20         | 72.00         | 76.50         | 362.20        | 4             |
| 5      | Sharleen Stratton     | AUS  | 342.70    | 5         | 327.60        | 9             | 70.5          | 67.50         | 66.65         | 69.00         | 72.00         | 345.65        | 5             |
| 6      | Jennifer Abel         | CAN  | 344.15    | 4         | 353.25        | 4             | 66.00         | 77.50         | 55.50         | 72.00         | 72.00         | 343.00        | 6             |
| 7      | Cassidy Krug          | USA  | 320.10    | 10        | 345.60        | 5             | 72.00         | 72.85         | 70.50         | 72.00         | 55.50         | 342.85        | 7             |
| 8      | Christina Loukas      | USA  | 330.45    | 7         | 339.75        | 6             | 69.00         | 64.50         | 66.00         | 65.10         | 67.50         | 332.10        | 8             |
| 9      | Olena Fedorova        | UKR  | 308.70    | 14        | 314.70        | 12            | 65.80         | 63.00         | 63.00         | 61.50         | 64.50         | 317.80        | 9             |
| 10     | Anna Lindberg         | SWE  | 318.60    | 11        | 319.80        | 10            | 63.00         | 55.80         | 67.50         | 67.50         | 63.00         | 316.80        | 10            |
| 11     | Jaele Patrick         | AUS  | 289.65    | 18        | 315.60        | 11            | 67.50         | 63.00         | 60.00         | 58.90         | 60.00         | 309.40        | 11            |
| 12     | Emilie Heymans        | CAN  | 337.20    | 6         | 331.35        | 8             | 67.50         | 46.20         | 72.00         | 58.50         | 51.00         | 295.20        | 12            |
| 13     | Hannah Starling       | GBR  | 298.95    | 17        | 313.95        | 13            | Uitgeschakeld | Uitgeschakeld | Uitgeschakeld | Uitgeschakeld | Uitgeschakeld | Uitgeschakeld | Uitgeschakeld |
| 14     | Nora Subschinski      | GER  | 311.70    | 12        | 313.20        | 14            | Uitgeschakeld | Uitgeschakeld | Uitgeschakeld | Uitgeschakeld | Uitgeschakeld | Uitgeschakeld | Uitgeschakeld |
| 15     | Francesca Dallapé     | ITA  | 311.25    | 13        | 312.60        | 15            | Uitgeschakeld | Uitgeschakeld | Uitgeschakeld | Uitgeschakeld | Uitgeschakeld | Uitgeschakeld | Uitgeschakeld |
| 16     | Katja Dieckow         | GER  | 303.90    | 15        | 312.50        | 16            | Uitgeschakeld | Uitgeschakeld | Uitgeschakeld | Uitgeschakeld | Uitgeschakeld | Uitgeschakeld | Uitgeschakeld |
| 17     | Nadezjda Bazjina      | RUS  | 325.00    | 8         | 310.70        | 17            | Uitgeschakeld | Uitgeschakeld | Uitgeschakeld | Uitgeschakeld | Uitgeschakeld | Uitgeschakeld | Uitgeschakeld |
| 18     | Rebecca Gallantree    | GBR  | 299.25    | 16        | 267.10        | 18            | Uitgeschakeld | Uitgeschakeld | Uitgeschakeld | Uitgeschakeld | Uitgeschakeld | Uitgeschakeld | Uitgeschakeld |
| 19     | Anastasia Pozdnjakova | RUS  | 286.50    | 19        | Uitgeschakeld | Uitgeschakeld | Uitgeschakeld | Uitgeschakeld | Uitgeschakeld | Uitgeschakeld | Uitgeschakeld | Uitgeschakeld | Uitgeschakeld |
| 20     | Cheong Jun Hoong      | MAS  | 272.45    | 20        | Uitgeschakeld | Uitgeschakeld | Uitgeschakeld | Uitgeschakeld | Uitgeschakeld | Uitgeschakeld | Uitgeschakeld | Uitgeschakeld | Uitgeschakeld |
| 21     | Hanna Pysmenska       | UKR  | 271.50    | 21        | Uitgeschakeld | Uitgeschakeld | Uitgeschakeld | Uitgeschakeld | Uitgeschakeld | Uitgeschakeld | Uitgeschakeld | Uitgeschakeld | Uitgeschakeld |
| 22     | Flóra Gondos          | HUN  | 266.45    | 22        | Uitgeschakeld | Uitgeschakeld | Uitgeschakeld | Uitgeschakeld | Uitgeschakeld | Uitgeschakeld | Uitgeschakeld | Uitgeschakeld | Uitgeschakeld |
| 23     | Jocelyn Castillo      | VEN  | 266.00    | 23        | Uitgeschakeld | Uitgeschakeld | Uitgeschakeld | Uitgeschakeld | Uitgeschakeld | Uitgeschakeld | Uitgeschakeld | Uitgeschakeld | Uitgeschakeld |
| 24     | Ng Yan Yee            | MAS  | 257.85    | 24        | Uitgeschakeld | Uitgeschakeld | Uitgeschakeld | Uitgeschakeld | Uitgeschakeld | Uitgeschakeld | Uitgeschakeld | Uitgeschakeld | Uitgeschakeld |
| 25     | Nóra Barta            | HUN  | 257.70    | 25        | Uitgeschakeld | Uitgeschakeld | Uitgeschakeld | Uitgeschakeld | Uitgeschakeld | Uitgeschakeld | Uitgeschakeld | Uitgeschakeld | Uitgeschakeld |
| 26     | Fanny Bouvet          | FRA  | 257.10    | 26        | Uitgeschakeld | Uitgeschakeld | Uitgeschakeld | Uitgeschakeld | Uitgeschakeld | Uitgeschakeld | Uitgeschakeld | Uitgeschakeld | Uitgeschakeld |
| 27     | Marion Farissier      | FRA  | 248.70    | 27        | Uitgeschakeld | Uitgeschakeld | Uitgeschakeld | Uitgeschakeld | Uitgeschakeld | Uitgeschakeld | Uitgeschakeld | Uitgeschakeld | Uitgeschakeld |
| 28     | Juliana Veloso        | BRA  | 241.15    | 28        | Uitgeschakeld | Uitgeschakeld | Uitgeschakeld | Uitgeschakeld | Uitgeschakeld | Uitgeschakeld | Uitgeschakeld | Uitgeschakeld | Uitgeschakeld |
| 29     | Arantxa Chávez        | MEX  | 225.45    | 29        | Uitgeschakeld | Uitgeschakeld | Uitgeschakeld | Uitgeschakeld | Uitgeschakeld | Uitgeschakeld | Uitgeschakeld | Uitgeschakeld | Uitgeschakeld |
| 30     | Jenifer Benítez       | ESP  | 224.60    | 30        | Uitgeschakeld | Uitgeschakeld | Uitgeschakeld | Uitgeschakeld | Uitgeschakeld | Uitgeschakeld | Uitgeschakeld | Uitgeschakeld | Uitgeschakeld |